# Konvikt svatých Andělů
Konvikt svatých Andělů se nachází na Kyptově náměstí v Telči, v těsné blízkosti jezuitské koleje a kostela sv. Jakuba Staršího.

## Historie
Ve 14. a 15. století stával na místě konviktu hradební parkán s hranolovitou baštou a právě zde vznikala nejstarší zástavba města, jejíž zbytky jsou dnes k vidění ve východní části domu – jedná se o gotické ostění branky zasazené do hradeb. Ve 2. polovině 16. století pak v těchto místech stávala sladovna, kterou s okolními objekty roku 1654 hraběnka Františka Slavatová darovala jezuitům a v roce 1688 zde nechala postavit konvikt. Jezuité jej využívali jako hudební a pěveckou školu, a to až do roku 1773, kdy došlo ke zrušení řádu. Novým majitelem se stala vrchnost a prostory se využívaly k ubytování panských úředníků. Ve 2. polovině 19. století prošel klasicistní přestavbou, při níž přišel o věžičku. Posledním majitelem byl hrabě Podstatský, jemuž byl majetek po roce 1945 zestátněn.
Po zestátnění sloužil dům bytovým účelům. Jeho devastaci zabránila rozsáhlá památková obnova v letech 1994 - 2001. V jejím průběhu došlo ke změně vlastníka. Vlastnické právo přešlo v roce 2000 z města na stát. V současné době slouží jako vzdělávací zařízení.
Součástí konviktu byla (a je) také zahrada, do které se vstupovalo po mostě přes Ulický rybník.